# Le Monte-charge
Pour plus de détails, voir Fiche technique et Distribution.
Le Monte-charge est un film franco-italien de Marcel Bluwal sorti en 1962.

## Résumé
Bien qu'interdit de séjour pour un crime passionnel, Robert revient à Paris. Marthe l'entraîne dans son appartement. Elle se dérobe. Il l'emmène chez lui, sans plus de succès. Il la suit une nouvelle fois chez elle où ils découvrent le cadavre du mari de la jeune femme. Pas question pour Robert de prévenir la police. Marthe furieuse le chasse. Elle cherche un "nouveau pigeon", à qui elle monte le même scénario : pièce vide, pièce avec cadavre. Robert, revenu voir Marthe, obtient sa confession. Avant de tuer son mari, elle avait installé un second appartement semblable au sien, à l'étage au-dessus. Un détail imprévu la perdra.

## Fiche technique
- Réalisation : Marcel Bluwal
- Scénario : d'après le roman de Frédéric Dard
- Adaptation et dialogue : Frédéric Dard, Marcel Bluwal
- Images : André Bac
- Musique  : Georges Delerue
- Décors : Jean Mandaroux
- Son : René-Christian Forget
- Montage : Geneviève Vaury
- Production : Marianne Productions, Société Nouvelle des Etablissements Gaumont, Galatea - (Franco-Italienne)
- Directeur de production : Robert Sussfeld, André Déroual
- Durée : 90 minutes
- Genre : Drame et thriller
- Pellicule 35 mm noir et blanc
- Première présentation le 4 mai 1962.

## Distribution
- Léa Massari : Marthe Dravet
- Robert Hossein : Robert Herbin
- Maurice Biraud Adolphe Ferrie
- Robert Dalban : l'inspecteur
- Jeanne Pèrez : la vendeuse
- Pascale Brouillard : Nicole, la petite fille
- Christian Brocard : un invité au repas de famille
- Édouard Francomme : un homme à la messe
- Bernard Musson : un homme dans la rue
- Laure Paillette : la dame qui rapporte de missel
- Gérard Buhr : un policier chez la vendeuse
- Maurice Garrel : l'autre policier chez la vendeuse
- Charles Bayard : un homme au cercle
- Franck Maurice : un spectateur au cinéma
- André Badin : l'agent cycliste
- Etienne Bierry : un bistrot
- André Weber : un homme se disputant au bar
- Georges Geret : l'autre homme se disputant au bar
- Charles Lavialle : un bistrot
- Henri Attal : un spectateur au cinéma
- Louis Saintève
- Dominique Zardi
- Mag Avril
- Julien Verdier
- Ferna Claude
- Robert Moor